# Penstemon floridus
Penstemon floridus är en grobladsväxtart som beskrevs av Townshend Stith Brandegee. Penstemon floridus ingår i släktet penstemoner, och familjen grobladsväxter. Utöver nominatformen finns också underarten P. f. austinii.